# Club Atlético de Madrid 1967-1968
Questa voce raccoglie le informazioni riguardanti il Club Atlético de Madrid nelle competizioni ufficiali della stagione 1967-1968.

## Stagione
Nella stagione 1967-1968 i Colchoneros, allenati da Otto Glória fino alla 25ª giornata, complice la sconfitta interna per 0-1 contro il Real Saragozza, e poi da Miguel González Pérez fino a fine stagione, terminarono il campionato al sesto posto. Mantennero la vetta della classifica fino al termine del girone di andata, grazie anche a un filotto di 11 risultati utili consecutivi. In Coppa del Generalissimo l'Atlético Madrid venne eliminato dal Barcellona in semifinale. In Coppa delle Fiere, i Rojiblancos persero al secondo turno contro i turchi del Göztepe. I madrileni parteciparono altresì alla Coppa Intertoto, nata sulle orme della Coppa Rappan, che si sarebbe conclusa nella stagione seguente.

## Maglie e sponsor
| Manica sinistra · Manica sinistra · Maglietta · Maglietta · Manica destra · Manica destra · Pantaloncini · Calzettoni |

## Rosa
| N. |                      | Ruolo | Calciatore            |
| -- | -------------------- | ----- | --------------------- |
| -  | Spagna (bandiera)    | P     | Rodri                 |
| -  | Spagna (bandiera)    | P     | Miguel San Román      |
| -  | Argentina (bandiera) | D     | Jorge Griffa          |
| -  | Spagna (bandiera)    | D     | Julio Iglesias        |
| -  | Spagna (bandiera)    | D     | Feliciano Rivilla     |
| -  | Spagna (bandiera)    | D     | Jesús Martínez Jayo   |
| -  | Spagna (bandiera)    | D     | José Pacheco Gómez    |
| -  | Spagna (bandiera)    | D     | Colo                  |
| -  | Spagna (bandiera)    | D     | Isacio Calleja        |
| -  | Spagna (bandiera)    | C     | Adelardo              |
| -  | Spagna (bandiera)    | C     | José Cristobal Correa |

| N. |                     | Ruolo | Calciatore           |
| -- | ------------------- | ----- | -------------------- |
| -  | Spagna (bandiera)   | C     | Jesús Glaría Jordán  |
| -  | Spagna (bandiera)   | C     | Manuel Ruiz Sosa     |
| -  | Spagna (bandiera)   | C     | Alfonso              |
| -  | Spagna (bandiera)   | A     | Luis Aragonés        |
| -  | Spagna (bandiera)   | A     | José Ufarte          |
| -  | Spagna (bandiera)   | A     | Enrique Collar       |
| -  | Spagna (bandiera)   | A     | José Antonio Urtiaga |
| -  | Spagna (bandiera)   | A     | Javier Irureta       |
| -  | Honduras (bandiera) | A     | José Cardona         |
| -  | Spagna (bandiera)   | A     | José Eulogio Gárate  |
| -  | Spagna (bandiera)   | A     | Vicente Pastor       |

## Risultati

### Primera División

#### Girone di andata
| Arbitro: | Rigo Sureda |

|                   |           |  |
| Adelardo 56’, 82’ | Marcatori |  |

| Arbitro: | Ortiz de Mendíbil |

|  |           |              |
|  | Marcatori | 42’ Aragonés |

| Arbitro: | Ortiz de Mendíbil |

|                       |           |          |
| Collar 27’ Gárate 30’ | Marcatori | 59’ Vavá |

| Arbitro: | Bueno Perales |

|            |           |              |
| Rexach 62’ | Marcatori | 60’ Aragonés |

| Arbitro: | Rigo Sureda |

|                                     |           |  |
| Gárate 40’ Aragonés 48’ (rig.), 85’ | Marcatori |  |

| Madrid 29 ottobre 1967 6ª giornata | Real Madrid     | 0 – 0 referto | Atlético Madrid | Santiago Bernabéu\| Arbitro: \| Medina Iglesias \| |
| Arbitro:                           | Medina Iglesias |               |                 |                                                    |

| Arbitro: | Ortiz de Mendíbil |

|                                                  |           |                               |
| Rivilla 45’ Gárate 46’ Adelardo 49’ Aragonés 59’ | Marcatori | 9’ Berruezo 89’ (rig.) Robles |

| Arbitro: | Ortiz de Mendíbil |

|  |           |                       |
|  | Marcatori | 42’ Gárate 82’ Collar |

| Arbitro: | Bueno Perales |

|                          |           |             |
| Aragonés 75’ (rig.), 87’ | Marcatori | 42’ Arregui |

| Arbitro: | Medina Iglesias |

|          |           |             |
| Pais 23’ | Marcatori | 9’ Aragonés |

| Madrid 3 dicembre 1967 11ª giornata | Atlético Madrid   | 0 – 0 referto | Español | Manzanares\| Arbitro: \| Ortiz de Mendíbil \| |
| Arbitro:                            | Ortiz de Mendíbil |               |         |                                               |

| Arbitro: | Oliva Fortuny |

|                                                                |           |            |
| Argoitia 6’, 14’ Arieta II 9’ Uriarte 24’, 71’ Txetxu Rojo 67’ | Marcatori | 60’ Gárate |

| Arbitro: | Zariquiegui Izco |

|              |           |                           |
| Aragonés 22’ | Marcatori | 58’ Guedes 82’ Castellano |

| Madrid 31 dicembre 1967 14ª giornata | Atlético Madrid | 0 – 0 referto | Valencia | Manzanares\| Arbitro: \| Pintado Viu \| |
| Arbitro:                             | Pintado Viu     |               |          |                                         |

| Arbitro: | Pintado Viu |

|  |           |                              |
|  | Marcatori | 9’ Martínez Jayo 65’ Cardona |

#### Girone di ritorno
| Arbitro: | Rigo Sureda |

|          |           |  |
| Vall 38’ | Marcatori |  |

| Arbitro: | Ortiz de Mendíbil |

|                                                             |           |  |
| Cardona 31’ Urtiaga 58’ Aragonés 60’ (rig.), 87’ Collar 67’ | Marcatori |  |

| Arbitro: | Ortiz de Mendíbil |

|            |           |  |
| Asensi 66’ | Marcatori |  |

| Arbitro: | Bueno Perales |

|  |           |            |
|  | Marcatori | 31’ Zaldúa |

| Arbitro: | Rigo Sureda |

|                    |           |            |
| Cardona 85’ (aut.) | Marcatori | 86’ Gárate |

| Arbitro: | Medina Iglesias |

|            |           |             |
| Ufarte 80’ | Marcatori | 65’ Amancio |

| Arbitro: | Ortiz de Mendíbil |

|  |           |           |
|  | Marcatori | 7’ Gárate |

| Arbitro: | Ortiz de Mendíbil |

|                                     |           |                               |
| Gárate 43’ Aragonés 75’ Cardona 86’ | Marcatori | 20’, 25’ Amengual 60’ Redondo |

| Arbitro: | Bueno Perales |

|                          |           |  |
| Boronat 35’ Urreisti 70’ | Marcatori |  |

| Arbitro: | Medina Iglesias |

|  |           |             |
|  | Marcatori | 74’ Tejedor |

| Arbitro: | Ortiz de Mendíbil |

|  |           |              |
|  | Marcatori | 77’ Aragonés |

| Arbitro: | Oliva Fortuny |

|                           |           |  |
| Aragonés 49’ Adelardo 50’ | Marcatori |  |

| Arbitro: | Pintado Viu |

|                                                          |           |              |
| Justo Gilberto 33’ Gilberto 47’ José Juan 60’ Germán 80’ | Marcatori | 85’ Aragonés |

| Arbitro: | Pintado Viu |

|                                   |           |              |
| Guillot 11’, 72’ (rig.) Waldo 76’ | Marcatori | 48’ Aragonés |

| Madrid 28 aprile 1968 30ª giornata | Atlético Madrid | 0 – 0 referto | Real Betis | Manzanares\| Arbitro: \| Pintado Viu \| |
| Arbitro:                           | Pintado Viu     |               |            |                                         |

### Coppa del Generalissimo
| Arbitro: | De Andrés Barragán |

|  |           |                             |
|  | Marcatori | 10’, 81’ Ufarte 23’ Cardona |

| Arbitro: | Sánchez Ríos |

|                      |           |                                       |
| Gárate 16’, 41’, 88’ | Marcatori | 16’ (aut.) Griffa 38’ Docal 40’ Román |

| Siviglia 25 maggio 1968 Ottavi di finale – Andata | Real Betis  | 0 – 0 referto | Atlético Madrid | Benito Villamarín\| Arbitro: \| Pintado Viu \| |
| Arbitro:                                          | Pintado Viu |               |                 |                                                |

| Arbitro: | Pintado Viu |

|                                |           |           |
| Irureta 8’ Telechía 58’ (aut.) | Marcatori | 50’ Landa |

| Arbitro: | Oliva Fortuny |

|            |           |  |
| Ufarte 57’ | Marcatori |  |

| Arbitro: | Ortiz de Mendíbil |

|                               |           |                                       |
| Guillot 2’ (rig.) Cayuela 34’ | Marcatori | 7’ (aut.) Gil 58’ Aragonés 83’ Gárate |

| Arbitro: | Rigo Sureda |

|             |           |  |
| Aragonés 9’ | Marcatori |  |

| Arbitro: | Rigo Sureda |

|                                  |           |              |
| Fusté 67’ (rig.) Zaldúa 68’, 89’ | Marcatori | 15’ Adelardo |

### Coppa delle Fiere
| Arbitro: | Clematide |

|                                 |           |                                        |
| Leitner 58’ Iglesias 68’ (aut.) | Marcatori | 23’ Aragonés 42’, 73’, 77’, 89’ Gárate |

| Arbitro: | McCabe |

|                  |           |                    |
| Cardona 15’, 25’ | Marcatori | 16’ (aut.) Schmidt |

| Arbitro: | Héliès |

|                        |           |  |
| Gárate 29’ Cardona 88’ | Marcatori |  |

| Arbitro: | Strmečki |

|                                   |           |  |
| Halil 14’ (rig.), 101’ Gürsel 28’ | Marcatori |  |

### Coppa Intertoto
| Arbitro: | Lousada |

|                 |           |             |
| Pastor 54’, 85’ | Marcatori | 66’ Agroppi |

## Statistiche

### Statistiche di squadra
| Competizione           | Punti | Totale | Totale | Totale | Totale | Totale | Totale | DR  |
| Competizione           | Punti | G      | V      | N      | P      | Gf     | Gs     | DR  |
| ---------------------- | ----- | ------ | ------ | ------ | ------ | ------ | ------ | --- |
| Primera División       | 33    | 30     | 12     | 9      | 9      | 38     | 32     | +6  |
| Coppa del Generalísimo | -     | 8      | 5      | 2      | 1      | 14     | 9      | +5  |
| Coppa delle Fiere      | -     | 4      | 3      | 0      | 1      | 9      | 6      | +3  |
| Totale                 | 33    | 42     | 20     | 11     | 11     | 61     | 47     | +14 |